# معاملة المثليين في قبرص
يواجه الأشخاص المثليون والمثليات ومزدوجو التوجه الجنسي والمتحولون جنسياً (اختصاراً: LGBT) في قبرص بعضا من التحديات القانونية مقارنة بغيرهم من المغايرين. بالرغم من ذلك فإن النشاط الجنسي المثلي قانوني كما أن الاتحادات المدنية للشركاء المثليين قانونية منذ شهر كانون الأول/ديسمبر من عام 2015.
لعبت الكنيسة اليونانية الأرثوذكسية بشكل عام تأثيرا كبيرا على الرأي العام والمجتمع القبرصي والسياسة عندما تعلق الأمر بحقوق المثليين، ومع ذلك فإن قبرص قد حصلت على عضوية الاتحاد الأوروبي مما اضطرها إلى تغيير مجموعة من القوانين المتعلقة بحقوق الإنسان بما في ذلك تلك المتعلقة بالتوجه الجنسي والهوية الجندرية. والجدير بالذكر أيضا أن المواقف
الاجتماعية (نظرة المجتمع) لم تعد كما كانت وأصبحت أكثر قبولا وأكثر تسامحا على نحوٍ متزايد في البلاد تجاه مجتمع المثليين.

## قانونية النشاط الجنسي المثلي
على الرغم من أن قبرص كانت تُدار من قبل الإمبراطورية البريطانية منذ عام 1878؛ فإنها «احتُلت» من قِبل الإمبراطورية العثمانية حتى عام 1914 عندما ضمتها الإمبراطورية البريطانية مجددا بعد قرار الانسحاب منها من قبل الأتراك العثمانيون إلى جانب ألمانيا في الحرب العالمية الأولى. حتى ذلك الحين لم تسترجع الإمبراطورية البريطانية قبرص رسميا حتى عام 1925 عندما اعترفت تركيا بملكية الجزيرة لبريطانيا خلال معاهدة لوزان الموقعة من قبل بريطانيا وتركيا في 1923. حتى هذا الوقت، سيطرت القوانين العثمانية على الجزيرة على الرغم من أنها كانت تُدار من قبل الاستعمار البريطاني وبالتالي فإن المثلية الجنسية لم تعد تُعتبر حينها جريمة جنائية يُعاقب عليها القانون نسبة لقانون تشريع المثلية الجنسية الذي أقرته الدولة العثمانية عام 1858 والذي أصبح ساري المفعول في جميع أنحاء الإمبراطورية العثمانية.
على الرغم من أن تولي بريطانيا الملكية القانونية الكاملة لجزيرة قبرص عام 1925 إلا أن القانون العثماني لم يتم استبداله أو العمل بغيره حتى عام 1929 عندما تم استبدال القانون العثماني المتساهل والمتسامح مع المثلية الجنسية، بتطبيق أقرت بريطانيا «قانون تعديل القانون الجنائي لعام 1885»؛ هذا جعل النشاط الجنسي المثلي بين الرجال جريمة في قبرص. لم يتم ذكر أو تجريم النشاط الجنسي المثلي بين النساء.
حصلت قبرص على استقلالها من بريطانيا عام 1960، لكنها احتفظت بقانون الاستعمار البريطاني كاملا تقريبا وأصبح «قانون تعديل القانون الجنائي لعام 1885» المواد 171 و174 من الفصل 154 من القانون الجنائي القبرصي. تعرَّض القانون القبرصي للكثير من الانتقادات بسبب تبعيته للقانون الذي وضعه المحتل البريطاني. في عام 1993 طعن المهندس المعماري والناشط في حقوق المثليين «ألكسندروس مودينوس»؛ في القانون ورفع دعوى قضائية ضد قبرص في المحكمة الأوروبية لحقوق الإنسان واستطاع الفوز فيها في قضية «تاريخية» عُرفت باسم قضية مودينوس ضد قبرص. قضت المحكمة الأوروبية بأن المادة 171 من قانون العقوبات القبرصي تنتهك حقه في الحياة الخاصة بموجب الاتفاقية الأوروبية لحقوق الإنسان، وهي اتفاقية دولية صادقت عليها قبرص عام 1962.
وعلى الرغم من الحكم القضائي، فإن قبرص لم تنقح قانونها الجنائي بشكل رسمي للامتثال للحكم حتى عام 1998، عندما عنى فشل ذلك إمكانية فقدان العضوية في الاتحاد الأوروبي. وحتى في ذلك الوقت، تم تحديد السن القانونية للنشاط الجنسي المثلي على سن 18، في حين تم تحديد السن القانونية للنشاط الجنسي المغاير في سن 16. وبصرف النظر عن عدم التساوي في سن الرضا، فقد جعل القانون الجنائي المعدل «تشجيع» المثلية الجنسية، جريمة، وهو قانون استخدم لتقييد حركة حقوق المثليين.
في عام 2000، تم رفع الحظر التمييزي على «تعزيز» المثلية الجنسية، وسُنّت المساواة في السن القانونية للنشاط الجنسي المثلي والمغاير في عام 2002 على سن 17. يخضع النشاط الجنسي الذي يحدث في الأماكن العامة، أو مع قاصر، لسجن صاحبه لمدة خمس سنوات.
لا يزال الجيش القبرصي يمنع المثليين جنسيا من الخدمة، معتبرا أن المثلية هي مرض عقلي. كما أن النشاط الجنسي المثلي هو، من الناحية القانونية، جريمة بموجب القانون العسكري؛ عقوبته هو 6 أشهر في السجن العسكري على الرغم من أنه نادرا ما يتم تطبيقه، إن لم يكن لايتم تطبيقه أبدا.
في قبرص الشمالية، وافق النواب القبارصة الأتراك على تعديل في 27 يناير 2014، على إلغاء قانون الحقبة الاستعمارية الذي يعاقب النشاط الجنسي المثلي بما يصل إلى خمس سنوات سجنا. وهي آخر منطقة في أوروبا تجرم العلاقات الجنسية بين الرجال البالغين المتراضين. رداً على هذا التصويت، قال باولو كورتي-ريال من المؤسسة الدولية للمثليين والمثليات ومزدوجي التوجه الجنسي والمتحولين جنسيا وثنائيي الجنس، وهي جمعية متخصصة في الدفاع عن حقوق المثليين، «إننا نرحب بتصويت اليوم ويمكننا في النهاية أن نسمي أوروبا بأنها قارة خالية تماماً من القوانين التي تجرم المثلية الجنسية».

## الاعتراف القانوني بالعلاقات المثلية
يعترف القانون الحالي في قبرص بزواج المغايرين فقط كاتحاد بين رجل وامرأة ولا يوجد اعتراف قانوني بزواج المثليين. منذ 2015، أصبح بإمكان الشركاء المثليين الدخول في الاتحادات المدنية.
في 26 تشرين الثاني/نوفمبر 2015 مرر البرلمان القبرصي مشروع قانون للاتحادات المدنية في تصويت 39 صوتا لصالح مقابل 12 صوتا ضد وامتناع 3 آخرين عن التصويت (39-12-3). وقد نُشر القانون في الجريدة الرسمية للدولة يوم 9 كانون الأول/ديسمبر 2015 ودخل حيز التنفيذ فور نشره.

## الحماية من التمييز

خريطة اليونان مع علم فخر المثليين

منذ عام 2004 سنَّت قبرص قانونا لمكافحة التمييز؛ وهو «قانون المساواة في المعاملة في العمل والمهنة 2004» حيث حظر بصراحة التمييز على أساس التوجه الجنسي في التوظيف؛ تم تصميم القانون جديد ليتوافق مع الإطار التوجيهي للاتحاد الأوروبي لعام 2000.
في عام 2013، تم تعديل قانون العقوبات القبرصي ليشمل التوجه الجنسي والهوية الجندرية، وبالتالي تم تجريم جميع أشكال التمييز ضدهما. أمَّا في قبرص الشمالية فإن فقرة الحماية ضد التمييز قد تم سنها في 27 يناير 2014.
في أيار/مايو 2015، قام البرلمان بتعديل قانون العقوبات ما يجعل عمل سلوك غير مقبول تجاه المثليين وارتكاب أعمال عنف ضد الأشخاص على أساس توجههم الجنسي أو هويتهم الجندرية لجريمة يُعاقب عليها القانون.

## الهوية الجندرية والتعبير عنها
في تشرين الثاني/نوفمبر 2017؛ قابل رئيس قبرص نيكوس أناستاسيادس منظمة «أكسبت-إل جي بي تي قبرص» (بالإنجليزية: Accept-LGBT Cyprus)‏ لمناقشة قضايا المتحولين جنسيا في قبرص. يتم العمل على مشروع قانون بدعم من رئيس الجمهورية ووزير العدل للسماح للمواطنين بالتحول جنسيا وتغيير جنسهم القانوني.

## ظروف الحياة
في عام 1996 تمت محاكمة الأب "بانكراتيوس ميراكليس" بتهمة السدومية؛ ما أدى إلى تظاهرات أوقفت بسببها المحاكمة. كان يتم اعتبار ميراكليس لشغل منصب أسقف محتمل، لكن رئيس أساقفة قبرص، "كريسوستوموس الأول، منع ذلك إذ كان يعتقد أن ميريلاك مثلي الجنس وبأنه يمكنه نشر الإيدز من خلال السلوك "المتهور"؛ أثارت هذه التعليقات غضب الكثير من المسؤولين في مجال الصحة العامة والعديد من القبارصة الأكثر انفتاحا.
مُنِع رجل يبلغ من العمر ثمانية وعشرين سنة من الحصول على رخصة القيادة عام 2003 باعتباره «غير مستقر نفسيا». وكان الرجل قد فُصِل من الجيش بسبب مثليته الجنسية؛ وهو ما يُصنف كمرض عقلي في المجال العسكري في قبرص.
أصبح هناك حضور أقوى لمجتمع المثليين ووجود الحانات والنوادي الخاصة بالأقليات الجنسية ولا سيما في أربعة من كبرى مدن الجزيرة ك«ديفرنت» و «لونج كاليواس» الصديقة للمثليين في بافوس، و«إسكايب» «ألالوم» «جاكار» في ليماسول، و«سيكرتسفريدومكلاب» و«فينشي غايسونا» في لارنكا و«نوفيسينتو» و«إيتاكا» و«سفورا» في نيقوسيا.

### فيروس نقص المناعة البشرية/الإيدز
وصل الوباء لأول مرة إلى قبرص في عام 1986، ومنذ ذلك الحين هناك بضع مئات من المصابين يعيشون بفيروس نقص المناعة البشرية/الإيدز.
وتفحص الحكومة النساء الحوامل ومستخدمي المخدرات بانتظام وقوات الحرس الوطني ومتبرعي الدم. في تقرير صدر عام 2001 إلى الأمم المتحدة، أشارت الحكومة على نطاق واسع إلى مختلف الجهود التي اضطلعت بها لمكافحة المرض. يجب على جميع الأجانب غير المنتمين إلى الاتحاد الأوروبي والذين يسعون للحصول على تصريح للعمل والمعيشة في الجزيرة إجراء فحوصات لفيروس نقص المناعة البشرية، والتهاب الكبد الوبائي بي آند سي، والزهري، والسل؛ وإذا كانت النتيجة إيجابية، فلن يتم منح تصريح.

## حراك حقوق المثليين في قبرص
في 1987-1988، تم إنشاء «حركة تحرير المثليين القبارصة» (AKOK ، أو Apeleftherotiko Kinima Omofilofilon Kiprou). وباعتبارها أول منظمة لحقوق المثليين في البلاد، نجحت في المساعدة على إلغاء الحظر الجنائي على المدنيين فيما يتعلق بالمثلية الجنسية.
في عام 2007، تأسست مبادرة مكافحة رهاب المثلية في قبرص الشمالية للتعامل مع حقوق المثليين والمثليات ومزدوجي التوجه الجنسي والمتحولين جنسيا. في 25 أبريل 2008، قدمت المجموعة اقتراحًا بشأن مراجعة القانون الجنائي لرئيسة البرلمان، فاطمة إيكينغلو. في عام 2010، قدم ممثلو الفرع الأوروبي للمنظمة الدولية للمثليين والمثليات ومزدوجي التوجه الجنسي والمتحولين جنسيا وثنائيي الجنس الاقتراح إلى رئيس البرلمان الجديد، حسن بوزر. ومع ذلك لم يتم اتخاذ أي إجراء بشأن الاقتراح واستمر اعتقال الأشخاص بموجب ادعاءات بـ «الجنس غير الطبيعي». خلال قضية محاكمة ساريس في أكتوبر/تشرين الأول 2011، قدم حزب الديمقراطية الشعبية نفس الاقتراح إلى البرلمان لمطالبة على الفور بإلغاء تجريم المثلية الجنسية في قبرص الشمالية. منذ آذار/مارس 2012، واصلت مبادرة «مكافحة رهاب المثلية» أنشطتها تحت اسم «جمعية كوير قبرص».
«أكسبت-إل جي بي تي قبرص» هي المنظمة الوحيدة المسجلة رسميا في قبرص التي تتعامل مع حقوق المثليين. تم تسجيلها بالكامل في 8 سبتمبر 2011. لديها دعم من العديد من المواطنين، وتتلقى المساعدة مختلف المنظمات غير الحكومية، والبرلمان الأوروبي والسفارات الأجنبية العاملة في قبرص. كما حصلت المنظمة في بعض الأحيان على مساعدة من البلديات المحلية وكثيراً ما كانت تنظم فعاليات تحت رعاية رؤساء البلديات المحليين.
نظمت «أكسبت-إل جي بي تي قبرص» أول «مسيرة فخر قبرص للمثليين» في 31 مایو/أیار 2014. کان العرض ناجحا مع حضور أكثر من 4,500 شخص لأحداث الیوم. كانت المجموعة تتوقع عدة مئات من المشاركين، لكن كانت هناك شعبية أكبر من المتوقع لهذا الحدث. تلقت المسيرة دعماً سياسياً واسعاً من جميع الأحزاب السياسية تقريباً. فضلاً عن دعم رئيس قبرص السابق جورج فاسيليو ومكتب البرلمان الأوروبي في قبرص وممثلية المفوضية الأوروبية في قبرص و 15 سفارة شاركوا في المسيرة مع السفراء بما في ذلك السفراء، وموظفي السفارات (لكل من النمسا، أستراليا، البرازيل، كندا، الدنمارك، فنلندا، إسرائيل، إيطاليا، هولندا، النرويج، البرتغال، إسبانيا، السويد، والمملكة المتحدة والولايات المتحدة). علاوة على ذلك، وللمرة الأولى على الإطلاق، رفعت سفارات الدنمارك وفنلندا وهولندا والسويد والولايات المتحدة علم فخر المثليين. وحضرت مغنية البوب القبرصية آنا فيسي أيضا المسيرة. وقد ترأس الموكب «أليكوس مودينوس» البالغ من العمر 81 عاما، والذي فاز بقضية المحكمة الأوروبية لحقوق الإنسان عام 1993 ضد قبرص بسبب قوانينها التي تجرم المثلية الجنسية حينها. اندلعت مشاجرات بين مجموعة من المتظاهرين المسيحيين الأرثوذكس بما في ذلك رجال الدين الذين استنكروا الحدث الذي وصفوه «بالعار»، متظاهرين خارج البرلمان.
خلال بيان صحفي، أعرب رئيس جمعية «أكسبت-إل جي بي تي قبرص»، كوستا غافريليديس عن دهشته وفرحته من الإقبال، ولكن أيضا عن انزعاجه من عدم تقديم مشروع قانون الاتحادات المدنية على الرغم من الأخبار عن تصويت محتمل في أبريل. تم إقرار مشروع القانون في نوفمبر 2015.
وقد سبق هذا الحدث «مهرجان قبرص للفخر» الذي عُقد في الفترة بين 17 مايو 2014 (اليوم الدولي لمناهضة رهاب المثلية) و31 مايو 2014. في اليوم الأول من الحدث، تم تنظيم «مسيرة قوس قزح» إلى الشمال من نيقوسيا بالتعاون مع منظمة «أكسبت-إل جي بي تي قبرص» و«جمعية كوير قبرص» القبرصية التركية، من بين آخرين.
في قبرص الشمالية، في عام 2008، تأسست «حركة شورتباص»، المؤلفة من نشطاء حقوق الإنسان. الذين اتخذوا إجراءات لدعم حقوق المثليين في قبرص الشمالية. حصلت المجموعة على دعم مالي من مكتب المفوضية الأوروبية في قبرص والبرلمان الأوروبي. كما نظمت العديد من الأنشطة لتمكين وتعبئة أعضاء مجتمع المثليين، من خلال زيادة الوعي من خلال تبادل المعلومات ذات الصلة، وتوفير الخدمات المعلوماتية والتعليمية والنفسية والقانونية لمجتمع المثليين وتنظيم و/أو دعم الاحداث الثقافية في مواضيع المثلية والمساواة بين الجنسين وحقوق الإنسان.
وعقدت فعاليات وأنشطة أخرى لتوفير الوعي لمجتمع المثليين في بافوس و«غيروسكيبو».

## الرأي العام
يعتبر معظم مواطني قبرص أعضاء في الكنيسة القبرصية الأرثوذكسية، التي تعارض حقوق المثليين. في عام 2000، كان من المقرر عقد اجتماع للمجمع المقدس لتحري الشائعات بأن الأسقف «أتاناساسيوس من ليماسول» قد انخرط في علاقة جنسية مثلية عندما كان راهبا مبتدئا. تم إسقاط التهم في نهاية المطاف.
أظهر استطلاع عام 2006 أن 75% من القبارصة لا يوافقون على المثلية الجنسية، واعتقد الكثيرون أنه يمكن «الشفاء» منها. كشف استطلاع للرأي أجراه الاتحاد الأوروبي في عام 2006 أن 14% فقط من القبارصة يؤيدون زواج المثليين، مع تأييد 10% منهم لتبني المثليين للأطفال.
ومع ذلك، فقد شهد الوضع تحولًا سريعًا في بضع سنوات فقط، حيث توصل استطلاع عام 2014 إلى أن 53.3% من المواطنين القبارصة يؤيدون تقنين الاتحادات المدنية للشركاء المثليين.
وجد «يوروباروميتر» 2015 أن 37% من القبارصة يعتقدون أنه يجب السماح بزواج المثليين في جميع أنحاء أوروبا، وكان 56% منهم ضد ذلك.

## تقارير حقوق الإنسان

### تقرير وزارة خارجية الولايات المتحدة 2017
في عام 2017، أفادت وزارة خارجية الولايات المتحدة بما يلي فيما يتعلق بحالة حقوق المثليين في قبرص:
- حرية التعبير، بما في ذلك الصحافة 
"حرية التعبير: يجرم القانون التحريض على الكراهية والعنف على أساس العرق أو اللون أو الدين أو أصل النسب أو الأصل القومي أو العرقي أو التوجه الجنسية. يعاقب على هذه الأعمال لمدة تصل إلى خمس سنوات "السجن، وغرامة تصل إلى 10,000 يورو (12,000 دولار)، أو كليهما. في عام 2015، عاينت الشرطة 11 شكوى تتعلق بالاعتداء اللفظي و/أو خطاب الكراهية على أساس الأصل العرقي والدين والتوجه الجنسي واللون. فتحت السلطات محاكمات جنائية في خمس الحالات تنتظر محاكماتها حاليًا".[29]
- أعمال العنف والتمييز وغير ذلك من الانتهاكات على أساس التوجه الجنسي والهوية الجندية
«توجد قوانين مناهضة للتمييز وتحظر التمييز المباشر أو غير المباشر على أساس التوجه الجنسي أو الهوية الجندية. قوانين مكافحة التمييز تغطي العمالة والأنشطة التالية في المجال العام والخاص: الحماية الاجتماعية، والتأمين الاجتماعي، والفوائد الاجتماعية، والرعاية الصحية، والتعليم، والمشاركة في النقابات في فبراير/شباط، أشارت منظمة غير حكومية تدافع عن حقوق المثليين إلى أن تشريعات المساواة والتمييز لا تزال مجزأة ولا تتصدى بشكل كاف للتمييز ضدّ الأشخاص المثليين والمثليات ومزدوجي التوجه الجنسي والمتحولين جنسيا، وادعت المنظمات غير الحكومية التي تتعامل مع مسائل المثليين أن استحقاقات الإسكان تفضل الأسر» التقليدية". قوانين الجريمة تجرم التحريض على الكراهية أو العنف على أساس التوجه الجنسي أو الهوية الجندرية.
على الرغم من الحماية القانونية، واجه الأفراد المثليون تمييزًا اجتماعيًا كبيرًا. ونتيجة لذلك، لم يكن العديد من الأشخاص من مجتمع المثليين مفصحين عن توجههم الجنسي أو هويتهم الجندية، كما أنهم لم يبلغوا عن العنف أو التمييز ضد المثليين. كانت هناك تقارير عن التمييز في التوظيف ضد المتقدمين المثليين (انظر القسم 7. د.)".[29]
- التمييز فيما يتعلق بالعمالة والمهنة 
"تحظر القوانين واللوائح التمييز المباشر أو غير المباشر فيما يتعلق بالتوظيف أو العمل على أساس العرق أو الأصل القومي أو الجنسية، والجنس، والدين، والرأي السياسي، والجنس، والعمر، والإعاقة، والتوجه الجنسي. لم تطبق الحكومة هذه القوانين أو اللوائح بفعالية، فالتمييز في التوظيف والوظيفة حدث فيما يتعلق بالعرق والجنس والإعاقة والميل الجنسي والحالة الإيجابية لفيروس نقص المناعة البشرية، وكانت العقوبات التي ينص عليها القانون كافية لردع الانتهاكات.
أشار استطلاع نشر في المجلة الدولية للقوى العاملة في عام 2014 إلى أن المتقدمين للوظائف من مجتمع المثليين واجهوا تحيزًا كبيرًا مقارنة بالمتقدمين من المغايرين. وجد الاستطلاع أن المتقدمين الذكور المثليين، الذين جعلوا توجههم الجنسي معروفا في طلباتهم الوظيفية، كانوا أقل فرصة بنسبة 39٪ للحصول على مقابلة عمل أكثر من المتقدمين الذكور الذين لم يعرفوا على أنفسهم كمثليين. كان أرباب العمل أقل عرضة بنسبة 42.7 في المائة لمنح مقابلة عمل لمقدمي طلبات من مثليات الجنس بشكل علني مقارنة بالمقدمين الإناث المغايرات.[29]

## ملخص
| قانونية النشاط الجنسي المثلي                                                                  | (منذ 1998) |
| المساواة في السن القانوني للنشاط الجنسي                                                       | (منذ عام 2002) |
| قوانين مكافحة التمييز في التوظيف                                                              | (منذ عام 2004) |
| قوانين مكافحة التمييز في توفير السلع والخدمات                                                 | (منذ عام 2013) |
| قوانين مكافحة التمييز في جميع المجالات الأخرى (تتضمن التمييز غير المباشر، خطاب الكراهية)      | (منذ عام 2013) |
| قوانين مكافحة أشكال التمييز المعنية بالهوية الجندرية                                          | (منذ عام 2013) |
| قوانين خطاب التحريض على الكراهية تشمل التوجه الجنسي والهوية الجندرية                          | (منذ عام 2015) |
| قوانين جرائم الكراهية تشمل التوجه الجنسي والهوية الجندرية                                     | (منذ عام 2015) |
| زواج المثليين                                                                                 | No |
| الاعتراف القانوني بالعلاقات المثلية                                                           | (منذ عام 2015) |
| تبني أحد الشريكين للطفل البيولوجي للشريك الآخر                                                | No |
| التبني المشترك للأزواج المثليين                                                               | No |
| يسمح للمثليين والمثليات ومزدوجي التوجه الجنسي والمتحولين جنسيا بالخدمة علناً في القوات المسلحة | (لدى قبرص حظر قانوني صريح على خدمة المثليين والمثليات ومزدوجي التوجه الجنسي والمتحولين جنسيا في القوات المسلحة، ولكن لا تم تطبيقه) |
| الحق بتغيير الجنس القانوني                                                                    | (مقترح) |
| علاج التحويل محظور على القاصرين                                                               | No |
| الحصول على أطفال أنابيب للمثليات                                                              | No |
| الأمومة التلقائية للطفل بعد الولادة                                                           | No |
| تأجير الأرحام التجاري للأزواج المثليين من الذكور                                              | (محظور لجميع الأزواج بغض النظر عن التوجه الجنسي)                                                                                   |
| السماح للرجال الذين مارسوا الجنس الشرجي بالتبرع بالدم                                         | |